# Barpak
Barpak (Nepali नेपाली; auch Warpak) ist ein Dorf und ein Village Development Committee in Nepal im Distrikt Gorkha auf einer Höhe von 1940 m.

## Geografie
Barpak liegt in den Vorbergen südlich des Manaslu-Massivs am östlichen Flussufer des Daraudi, in unmittelbarer Nähe des Epizentrums des Erdbebens von 2015. Die indische Armee errichtet deshalb hier eine Operationsbasis für die Arbeiten vor Ort.

## Einwohner
Barpak wird von Angehörigen der Ghale, Gurung, Pariyar und Sunwar bewohnt.
Bei der Volkszählung 2011 hatte Barpak 4985 Einwohner (davon 2204 männlich) in 1069 Haushalten.